# George Hulme
George Hulme là một cầu thủ bóng đá thi đấu ở vị trí hậu vệ biên cho Burslem Port Vale cuối thập niên 1890.

## Sự nghiệp thi đấu
Hulme có lẽ đã gia nhập Burslem Port Vale năm 1896, khi trận ra mắt là thất bại 7-2 tại Midland League trước Barnsley St. Peter's ngày 23 tháng 1 năm 1897. Ông thi đấu 8 trận ở Second Division và 2 trận Cúp FA ở mùa giải 1898-99, nhưng vào tháng 2 năm 1899, ông bị gãy chân. Điều đó khiến ông phải kết thúc sự nghiệp ngay tại Athletic Ground.

## Thống kê
Nguồn:
| Câu lạc bộ        | Mùa giải | Hạng đấu        | Giải quốc nội | Giải quốc nội | Cúp FA  | Cúp FA    | Khác    | Khác      | Tổng    | Tổng      |
| Câu lạc bộ        | Mùa giải | Hạng đấu        | Số trận       | Bàn thắng     | Số trận | Bàn thắng | Số trận | Bàn thắng | Số trận | Bàn thắng |
| ----------------- | -------- | --------------- | ------------- | ------------- | ------- | --------- | ------- | --------- | ------- | --------- |
| Burslem Port Vale | 1896-97  | Midland League  | 1             | 0             | 0       | 0         | 0       | 0         | 1       | 0         |
| Burslem Port Vale | 1897-98  | Midland League  | 2             | 0             | 0       | 0         | 0       | 0         | 2       | 0         |
| Burslem Port Vale | 1898-99  | Second Division | 8             | 0             | 2       | 0         | 3       | 0         | 13      | 0         |
| Burslem Port Vale | Tổng     | Tổng            | 11            | 0             | 2       | 0         | 3       | 0         | 16      | 0         |